# Esquay-sur-Seulles
Esquay-sur-Seulles är en kommun i departementet Calvados i regionen Normandie i norra Frankrike. Kommunen ligger i kantonen Ryes som ligger i arrondissementet Bayeux. År 2022 hade Esquay-sur-Seulles 292 invånare.

## Befolkningsutveckling
Antalet invånare i kommunen Esquay-sur-Seulles
Referens: INSEE